# 10 kilomètres en eau libre féminin aux Jeux olympiques d'été de 2024
Cet article traite de l'épreuve féminine. Pour la compétition masculine, voir 10 kilomètres en eau libre masculin aux Jeux olympiques d'été de 2024.
Navigation
Tokyo 2020 Los Angeles 2028
Le 10 kilomètres en eau libre féminin est une épreuve de natation des Jeux olympiques d'été de 2024 qui a lieu le 8 août 2024 à Paris. La compétition se déroule dans la Seine avec une arrivée au niveau du Pont Alexandre-III.

## Déroulement

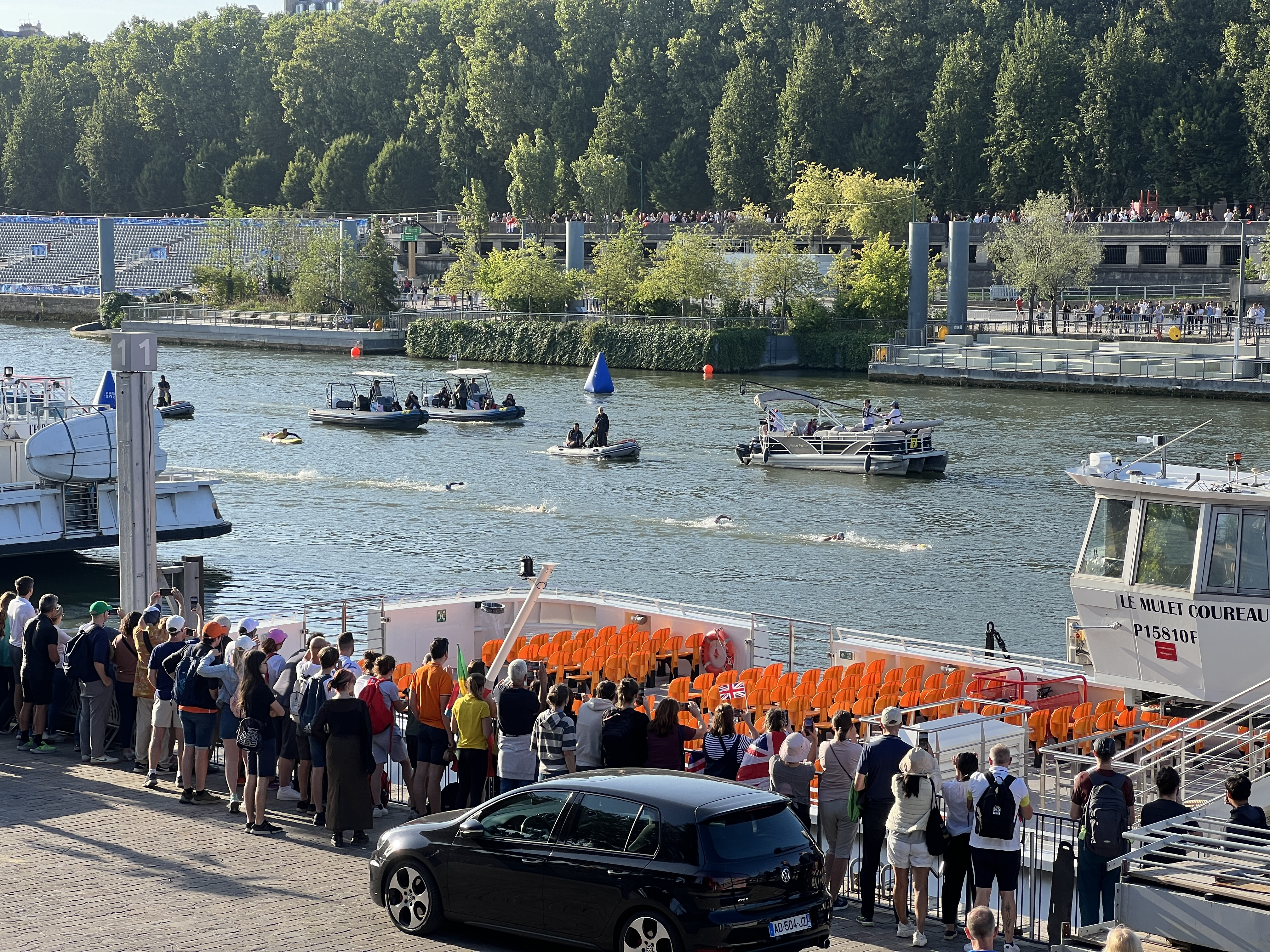
Pendant l'épreuve.

Le jour du marathon, il fait beau. L'air est à 18°C et l'eau à 20°C. Le débit de la Seine est important, avec de fortes variations. Les sportives ont des bouteilles d'eau biodégradables et trois paddles les réceptionnent en contrebas du parcours.
Le parcours est constitué de 10 kilomètres divisés en six boucles.

## Médaillés
| Or                          | Argent               | Bronze                  |
| Sharon van Rouwendaal (NED) | Moesha Johnson (AUS) | Ginevra Taddeucci (ITA) |

## Records
Avant cette compétition, les records dans cette discipline étaient :
| Record olympique | 1 h 56 min 32 s 10 | Sharon van Rouwendaal (NED) | 15 août 2016 | Rio de Janeiro, Brésil |

## Calendrier
| Date         | Horaire | Manche |
| ------------ | ------- | ------ |
| Jeudi 8 août | 07 h 30 | Finale |

## Résultats détaillés
| Rang                                | Athlète                       | Pays            | Temps             | Remarque |
| ----------------------------------- | ----------------------------- | --------------- | ----------------- | -------- |
| Médaille d'or, Jeux olympiques      | Sharon van Rouwendaal         | Pays-Bas        | 2 h 3 min 34 s 2  |          |
| Médaille d'argent, Jeux olympiques  | Moesha Johnson                | Australie       | 2 h 3 min 39 s 7  |          |
| Médaille de bronze, Jeux olympiques | Ginevra Taddeucci             | Italie          | 2 h 3 min 42 s 8  |          |
| 4                                   | Ana Marcela Cunha             | Brésil          | 2 h 4 min 15 s 7  |          |
| 5                                   | Bettina Fábián                | Hongrie         | 2 h 4 min 16 s 9  |          |
| 6                                   | Giulia Gabbrielleschi         | Italie          | 2 h 4 min 17 s 9  |          |
| 7                                   | Océane Cassignol              | France          | 2 h 6 min 6 s 9   |          |
| 8                                   | Caroline Jouisse              | France          | 2 h 6 min 11 s 0  |          |
| 9                                   | Leonie Beck                   | Allemagne       | 2 h 6 min 13 s 4  |          |
| 10                                  | Angela Martinez Guillen       | Espagne         | 2 h 6 min 15 s 3  |          |
| 11                                  | Viviane Jungblut              | Brésil          | 2 h 6 min 15 s 8  |          |
| 12                                  | Angélica André                | Portugal        | 2 h 6 min 17 s 0  |          |
| 13                                  | Airi Ebina                    | Japon           | 2 h 6 min 17 s 7  |          |
| 14                                  | Chelsea Gubecka               | Australie       | 2 h 6 min 17 s 8  |          |
| 15                                  | Katie Grimes                  | États-Unis      | 2 h 6 min 29 s 6  |          |
| 16                                  | Mariah Denigan                | États-Unis      | 2 h 6 min 42 s 9  |          |
| 17                                  | María de Valdés               | Espagne         | 2 h 7 min 2 s 4   |          |
| 18                                  | Lisa Pou                      | Monaco          | 2 h 7 min 5 s 4   |          |
| 19                                  | Martha Sandoval               | Mexique         | 2 h 7 min 24 s 9  |          |
| 20                                  | Leah Crisp                    | Grande-Bretagne | 2 h 7 min 46 s 7  |          |
| 21                                  | Maria Alejandra Bramont-Arias | Pérou           | 2 h 12 min 14 s 7 |          |
| 22                                  | Leonie Maertens               | Allemagne       | 2 h 15 min 57 s 3 |          |
| 23                                  | Emma Finlin                   | Canada          | 2 h 22 min 6 s 5  |          |
| 24                                  | Xin Xin                       | Chine           | 2 h 27 min 2 s 9  |          |